# 基質特異性
基質特異性（きしつとくいせい、英: Substrate specificity）は、ある酵素反応が特定の基質構造を識別し、その基質のみ化学反応が起こることである。また、そのような酵素反応は基質特異的であるという。化学反応では反応選択性と呼ばれるものに相当する。
反応選択性は化学反応の活性化ポテンシャルと立体因子の影響の違いによって生じるが、基質特異性は反応場を提供する酵素の立体構造が基質分子となじむか否かによる。すなわち、基質の結合が不完全であれば反応点が酵素の活性発現部位に寄ることもなく反応が起こらない。場合によっては酵素は基質と結合する際にコンホメーション変化を起こし、酵素反応に適した構造をとることが必要なこともある。

## 例
一般に酵素による反応は、多くの場合において基質特異的である。
- マルターゼによるマルトースの加水分解